# Bøjningsform
Bøjningsform el. fleksion betegner – inden for grammatik – at samme ord kan forekomme i forskellige former afhængig af dets funktion i sætningen.
Bøjning af navneord (substantiver) og tillægsord (adjektiver) kaldes deklination, f.eks.: barn, barnet, børn, børnene.
Tillægsordenes gradbøjning kaldes komparation, f.eks. stor, større, størst.
Bøjning af udsagnsord (verber) kaldes konjugation, f.eks.: gå, går, gik, gået.
De enkelte afledte former kaldes bøjningsformer. Bøjningsformer kan angive kasus (fald), numerus (ental/flertal), genus (køn), tempus (tid), person og modus (måde) m.v. afhængig af sprog. Bøjningselementer kaldes morfemer.